# سرزمان (مقاطعة دورة)
سرزمان (بالفارسية: سرزمان) هي قرية تقع في قسم تشكن الريفي (مقاطعة دورة) في إيران. يقدر عدد سكانها بـ 190 نسمة بحسب إحصاء 2016.